# Pardosa prolifica
Pardosa prolifica este o specie de păianjeni din genul Pardosa, familia Lycosidae, descrisă de F. O. P.-cambridge în anul 1902. Conform Catalogue of Life specia Pardosa prolifica nu are subspecii cunoscute.